# Ceriporiopsis obscura
Ceriporiopsis obscura är en svampart som beskrevs av Ryvarden 2000. Ceriporiopsis obscura ingår i släktet Ceriporiopsis och familjen Phanerochaetaceae.   Inga underarter finns listade i Catalogue of Life.